# Rhyncomya phasiaeformis
Rhyncomya phasiaeformis är en tvåvingeart som beskrevs av Mario Bezzi 1911. Rhyncomya phasiaeformis ingår i släktet Rhyncomya och familjen Rhiniidae.
Artens utbredningsområde är Eritrea. Inga underarter finns listade i Catalogue of Life.